# L·克里希南
丹斯里L·克里希南（1922年10月21日—），马来西亚和新加坡知名的电影导演。他出生于印度，但于1941年在马来亚槟城大山脚接受教育。
1949年，克里希南在新加坡担任电影导演。1960年移居吉隆坡，与何亚禄等人成立了默迪卡制片厂。然而，他在1963年辞职，开始经营自己的生意。在执导的30多部电影中，他发掘了不少著名影星，其中包括已故一代巨星比·南利。
2022年10月21日，克里希南迎来100岁生日。